# Sandro Stocker

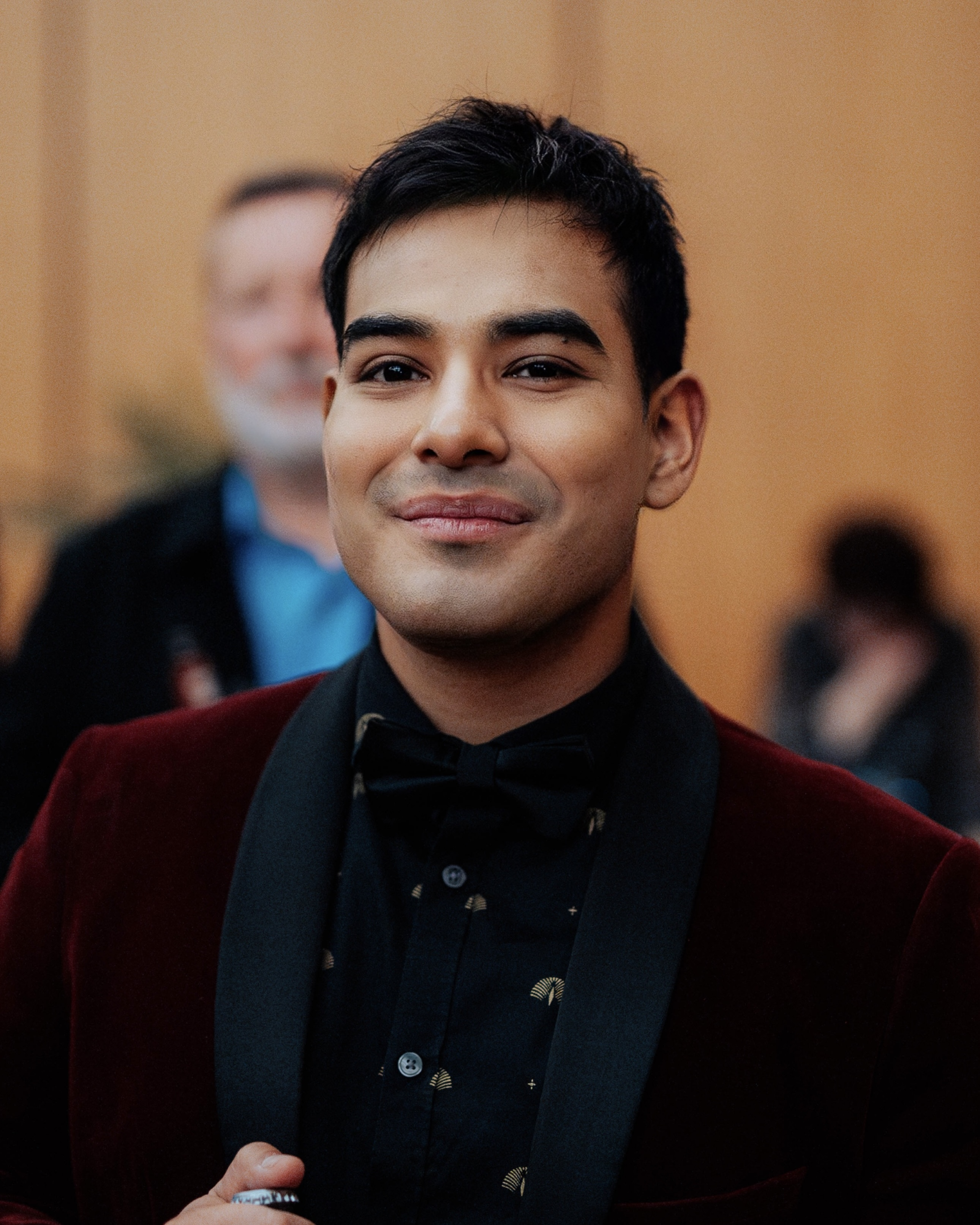
Sandro Stocker bei der Premiere des Films Hundslinger Hochzeit im Januar 2025.

Sandro Stocker (* 3. März 1993) ist ein schweizerisch-peruanischer Schauspieler und Produzent, der in Europa und Südamerika tätig ist.

## Leben
Stocker wuchs in Derendingen SO auf und absolvierte seine Schauspielausbildung an der European Film Actor School in Zürich.
Mit dem von der INTHEGA preisgekrönten Stück Verrücktes Blut (Regie: Tina Geissinger), in dem er Hasan, einen Schüler an einer sog. „Brennpunkt“-Schule darstellte, trat er nach erfolgreichem Schauspiel-Abschluss 2014 sein erstes Engagement beim Eurostudio Landgraf in Deutschland an. Mit dem Stück war Stocker 2014 auf Tournee durch Deutschland und Österreich.
Anschließend folgten verschiedene Theaterengagements in der Schweiz. In der Saison 2015/16 gastierte er beim „Theater Arlecchino“ in Basel als Hofmarschall in dem Märchenstück Rumpelstilzli. Bei der Premiere im September 2016 und bei der Wiederaufnahme im November 2018 trat Stocker im Casino Theater Münsingen in der Rolle der jüngeren Schwester Catherine in dem Bühnenstück Huit Femmes von Robert Thomas auf.
Von Dezember 2019 bis Januar 2020 spielte Stocker die Rolle des Robbie in dem Schweizer Jukebox-Musical Heimweh – Fernweh. Ab der Saison 2019/20 war er bis März 2022 festes Ensemblemitglied beim Theater 58 in Zürich. Dort debütierte er im Februar 2020 an der Seite von Dagmar Loubier in einer Bühnenfassung der Erzählung Oskar und die Dame in Rosa von Eric-Emmanuel Schmitt.
Eine seiner Hauptrollen übernahm er im preisgekrönten Kurzfilm Schwerelos (2020), der am Zürich Filmfestival Premiere hatte. Für seine Darstellung des querschnittgelähmten Paul im Rollstuhl erhielt er mehrere Auszeichnungen. In den folgenden Jahren war er 2023 im Film Velo Gang zu sehen, der seine Premiere beim Warschauer Film Festival hatte. 2025 übernimmt er eine Hauptrolle in der bayerischen Kinokomödie Hundslinger Hochzeit. 
Seit 2022 arbeitet Stocker verstärkt in Peru, wo er sowohl als Schauspieler als auch in der Produktion tätig ist. Er spielte in mehreren Theaterproduktionen und übernahm 2024 eine Regieassistenz beim Stück Hilos. Im selben Jahr spielte er im Drama Justicia und war Teil des Produktionsteams des Musicals Cariño Malo, das Teatro Municipal in Lima uraufgeführt wurde.
Zusätzlich unterrichtet er seit 2024 als Gastdozent für Habilidades Blandas (Soft Skills) an der Pontificia Universidad Catolica del Peru.
Stocker engagiert sich für soziale Projekte in Peru, insbesondere für die Förderung benachteiligter Jugendlicher.

## Filmografie (Auswahl)
- 2015: In Gefahr – Ein verhängnisvoller Moment (Folge 2x36)
- 2016: Life after Orange
- 2016: Ein Spatz im Käfig
- 2016: Melinda
- 2017: The Suitcase
- 2018: Verarmt (Kurzfilm)[17]
- 2019: Deus Vult (Kurzfilm)
- 2020: Schwerelos (Abschlussfilm der SAE Zürich)[18]
- 2021: Ctrl All Del (Webserie der ZHdK)
- 2023: Velo Gang
- 2025: Hundslinger Hochzeit

## Theater (Auswahl)
- 2011: Theater Orchester Biel Solothurn – Frühlings Erwachen – Regie: Andreas Schmidhauser-Nold[19]
- 2014: Eurostudio Landgraf – Verrücktes Blut – Regie: Tina Geissinger
- 2015/2016: Theater Arlecchino – Rumpelstilzchen – Regie: Raphael Bachmann
- 2016: Casino Theater Münsingen – Huit Femmes – Regie: Alex Truffer
- 2017: Störtheater Zürich – Inkognito – Regie: Hans-Peter Rieder
- 2018: Casino Theater Münsingen – Huit Femmes – Regie: Alex Truffer
- 2019/2020: Messe Luzern – Heimweh-Fernweh: das Musical – Regie: Max Sieber
- 2020–2022: Theater 58 – Oskar und die Dame in Rosa – Regie: André Revelly
- 2022: Musical Theater Basel / Bernexpo / Theater 11 Zürich – Heimweh – Fernweh: das Musical – Regie: Max Sieber
- 2023: Teatro Barranco Lima – En el país de las pesadillas – Regie: Jorge Pecho
- 2024: Teatro La Mocha Grana – Amor es amor – Regie: Jorge Pecho
- 2024: Teatro Municipal Lima –  Cariño Malo – Regie: Tommy Parraga
- 2025: Showpalast München – Cavalluna Kids – Sommercamp total verrückt! – Regie: Klaus Hillebrecht